# Капетан Прајс
Капетан Џон Прајс (енгл. Captain John Price) измишљени је лик из серијала видео-игара Call of Duty. Главни је протагониста подсеријала Modern Warfare у ком се појављивао у сваком издању. 
Прајс је најпре био у чину поручника а служио је као снајпер под командом капетана Макмилана с ким је учествовао у атентату на лидера Ултранационалиста Имрана Захаева у Припјату, Украјина, 1996. године. Након тога је промовисан у чин капетана и преузео вођство над одредом британске Специјалне ваздушне службе. У истом одреду се налазио и Џон „Соуп” Мактевиш.  После догађаја из Find Makarov: Operation Kingfish, Прајс је био заробљен и одведен у руски гулаг. Мисију спасавања Прајса из гулага спровела је Оперативне група 141 (енгл. Task Force 141) за коју је Прајс касније започео да ради. Проглашен је ратним злочинцем након што је заједно са Соупом убио америчког генерала Шепарда. Прајс касније учествује у операцији спасавања руског председника и његове ћерке које је отео руски терориста Макаров заједно са Тимом метал, одредом америчке јединице Делта форс. Капетан Прајс на крају убија и самог Макарова.

## Личност
Прајс је познат по својој немилосрдности према противницима. Једном приликом је Макмилану рекао да ће „их све побити” након смрти Мактавиша. Међутим, Прајс понекад уме бити и смешан будући да у неким мисијама збија шале. Прајс је такође врло брижан човек. Иако се чинило да је према Соупу био врло непријатељски настројен приликом њиховог првог сусрета, они су временом постали најбољи пријатељи што показује чињеница да је Прајс био потпуно сломљен након Соупове смрти. Прајс такође зна бити врло мисаон. Пре мисије у којој је убијен Шепард, Прајс је одржао краћи говор у коме је рекао да није проклетство не знати како ће и када умрети, већ да је то благослов као то да ће се „ова земља” (Авганистан) сећати онога шта су он и Соуп учинили у тој мисији.

## Пријем
Лик Прајса је добро прошао код критичара и публике. Капетан Прајс је рангиран на осмом месту на списку „30 ликова који су дефинисали ову деценију” часописа Game Informer. Такође је изгласан за 17. најбољег лика у видео-играма икада створених од стране Гинисове књиге рекорда. Био је један од 64 лика који су изабрани у анкети „All-Time Greatest Sidekick” веб-сајта GameSpot, а изгласан је и за осмог најбољег лика у првој деценији 21. века од стране читалаца магазина Game Informer.. Часопис Complex је 2013. прогласио Прајса за 26. најбољег војника у видео-играма. Године 2008, The Age је Прајса ставио на осмо место најбољих Xbox ликова свих времена. Чланак веб-сајта GamesRadar тражио је да Прајс добије „целу засебну игру” због чињенице да „најбољи дијалози из Call of Duty 4 долазе од Прајса” као и да су „најбоље мисије оне у којима играч игра као капетан Џон Прајс.” GamesRadar је касније Прајса ставио на 41. место на списку 50 најбољих ликова у видео-играма. Исти сајт је Прајса рангирао на 48. месту „најупечетљивијих, најутицајнијих и највише шмекерских" протагониста у историји видео-игара.